# Улицата на кошмарите
„Улицата на кошмарите“ (на английски: Nightmare Alley) е психологически трилър от 2021 г. на режисьора Гийермо дел Торо. Филмът е адаптация на едноименния роман от 1946 г. на Уилям Линдзи Грешам. Във филма участват Брадли Купър, Кейт Бланшет, Тони Колет, Уилям Дефо и Руни Мара.